# David Ninavia
David Ninavia Mamani (* 4. Februar 2003) ist ein bolivianischer Leichtathlet, der im Mittel- und Langstreckenlauf an den Start geht. Er ist aktuell Inhaber des Landesrekordes im 1500-Meter-Lauf und wurde über diese Distanz 2022 und 2024 Hallensüdamerikameister.

## Sportliche Laufbahn
Erste internationale Erfahrungen sammelte David Ninavia im Jahr 2021, als er bei den Südamerikameisterschaften in Guayaquil in 14:36,94 min den neunten Platz im 5000-Meter-Lauf belegte. Anschließend siegte er in 14:29,0 min bei den U20-Südamerikameisterschaften in Lima und gewann zudem in 8:23,01 min die Bronzemedaille im 3000-Meter-Lauf. Mitte Oktober gewann er dann bei den U23-Südamerikameisterschaften in Guayaquil in 14:51,36 min die Bronzemedaille über 5000 m hinter den Brasilianern Edimar Souza und Fábio Correia und auch im 10.000-Meter-Lauf gewann er in 31:08,34 min hinter Correia und dessen Landsmann Juliano de Araújo die Bronzemedaille. Ende November siegte er in 14:21,36 min bei den erstmals ausgetragenen Panamerikanischen Juniorenspielen in Cali und wurde über 10.000 m disqualifiziert. Im Jahr darauf siegte er in 3:56,16 min bei den Hallensüdamerikameisterschaften in Cochabamba und stellte damit einen neuen Meisterschaftsrekord auf. Anfang Juli gewann er bei den Juegos Bolivarianos in Valledupar mit neuem Landesrekord von 3:43,60 min die Silbermedaille über 1500 Meter hinter dem Kolumbianer Carlos San Martín und anschließend schied er bei den U20-Weltmeisterschaften in Cali mit 3:52,18 min in der Vorrunde über 1500 Meter aus und gelangte mit 14:42,76 min auf Rang 16 im 5000-Meter-Lauf. Im September siegte er in 14:39,91 min bei den U23-Südamerikameisterschaften in Cascavel über 5000 Meter sowie in 30:05,08 min auch über 10.000 Meter. Kurz darauf gelangte er bei den Südamerikaspielen in Asunción mit 14:08,37 min auf Rang vier über 5000 Meter und klassierte sich mit 3:49,41 min auf dem siebten Platz über 1500 Meter.
2024 verteidigte er bei den Hallensüdamerikameisterschaften in Cochabamba in 3:56,65 min seinen Titel über 1500 Meter und siegte mit neuem Meisterschaftsrekord von 8:26,73 min auch über 3000 Meter. Im Mai siegte er in 8:05,26 min über 3000 Meter bei den Ibero-Amerikanischen Meisterschaften in Cuiabá und belegte dort über 5000 Meter in 14:30,31 min den vierten Platz. Im Jahr darauf gewann er bei den Hallensüdamerikameisterschaften in Cochabamba in 3:52,48 min die Silbermedaille über 1500 Meter hinter dem Brasilianer Thiago André und siegte in 8:30,66 min über 3000 Meter. Ende April gelangte er bei den Südamerikameisterschaften in Mar del Plata mit 4:01,83 min auf den 14. Platz über 1500 Meter. 
In den Jahren 2022, 2024 und 2025 wurde Ninavia bolivianischer Hallenmeister im 1500-Meter-Lauf sowie 2024 und 2025 auch über 3000 Meter.

## Persönliche Bestzeiten
- 1500 Meter: 3:43,60 min, 1. Juli 2022 in Valledupar (bolivianischer Rekord)
  - 1500 Meter (Halle): 3:52,48 min, 22. Februar 2025 in Cochabamba
- 3000 Meter: 8:05,26 min, 10. Mai 2024 in Cuiabá (bolivianischer Rekord)
  - 3000 Meter (Halle): 8:26,73 min, 28. Januar 2024 in Cochabamba (bolivianischer Rekord)
- 5000 Meter: 14:08,37 min, 12. April 2022 in Asunción
- 10.000 Meter: 29:35,93 min, 28. März 2025 in Lima